# Speonomus ochsi
Speonomus ochsi es una especie de escarabajo del género Speonomus, familia Leiodidae. Fue descrita por Henri Coiffait en 1947. Se encuentra en Francia.

## Subespecies
Se reconocen las siguientes:
- S. o. alberti
- S. o. asaspensis
- S. o. irenae
- S. o. ochsi